# Конвент (Луїзіана)
Конвент (англ. Convent) — переписна місцевість (CDP) в США, в окрузі Сент-Джеймс штату Луїзіана. Населення — 483 особи (2020).

## Географія
Конвент розташований за координатами 30°0′49″ пн. ш. 90°49′10″ зх. д. / 30.01361° пн. ш. 90.81944° зх. д. (30.013726, -90.819501).  За даними Бюро перепису населення США в 2010 році переписна місцевість мала площу 13,81 км², з яких 10,07 км² — суходіл та 3,74 км² — водойми.

## Демографія
Згідно з переписом 2010 року, у переписній місцевості мешкало 711 осіб у 220 домогосподарствах у складі 161 родини. Густота населення становила 51 особа/км².  Було 271 помешкання (20/км²).
Расовий склад населення:
| - 65,8 % — чорних або афроамериканців - 32,1 % — білих - 0,1 % — корінних американців - 0,1 % — азіатів - 1,0 % — осіб інших рас |

До двох чи більше рас належало 0,8 %. Частка іспаномовних становила 1,3 % від усіх жителів.
За віковим діапазоном населення розподілялося таким чином: 21,0 % — особи молодші 18 років, 67,5 % — особи у віці 18—64 років, 11,5 % — особи у віці 65 років та старші. Медіана віку мешканця становила 39,5 року. На 100 осіб жіночої статі у переписній місцевості припадало 113,5 чоловіків;  на 100 жінок у віці від 18 років та старших — 120,4 чоловіків також старших 18 років.
За межею бідності перебувало 23,6 % осіб, у тому числі 0,8 % дітей у віці до 18 років та 7,8 % осіб у віці 65 років та старших.
Цивільне працевлаштоване населення становило 196 осіб. Основні галузі зайнятості: виробництво — 18,9 %, науковці, спеціалісти, менеджери — 16,8 %, транспорт — 13,8 %, мистецтво, розваги та відпочинок — 12,2 %.